# 国民共和军第4山地师“蒙特罗萨”

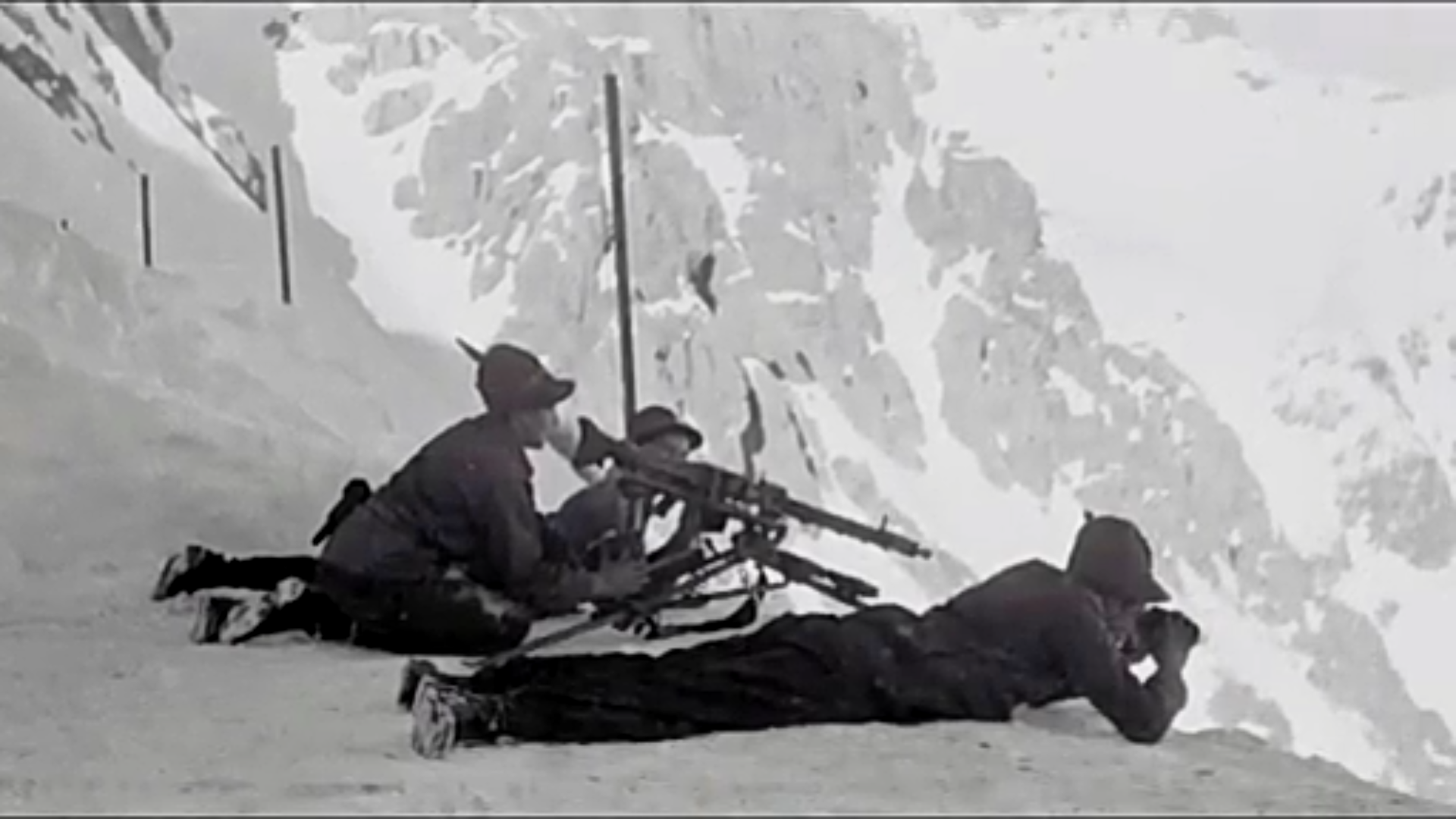
国民共和军第4山地师“蒙特罗萨”

国民共和军第4山地师“蒙特罗萨”（意大利語：4ª Divisione alpina "Monterosa"）是意大利社会共和国组建的4个师之一，存在于1944年1月1日至1945年4月28日间。该师名称“蒙特罗萨”（Monterosa）源自罗莎峰。